# Josef Eisenstecken

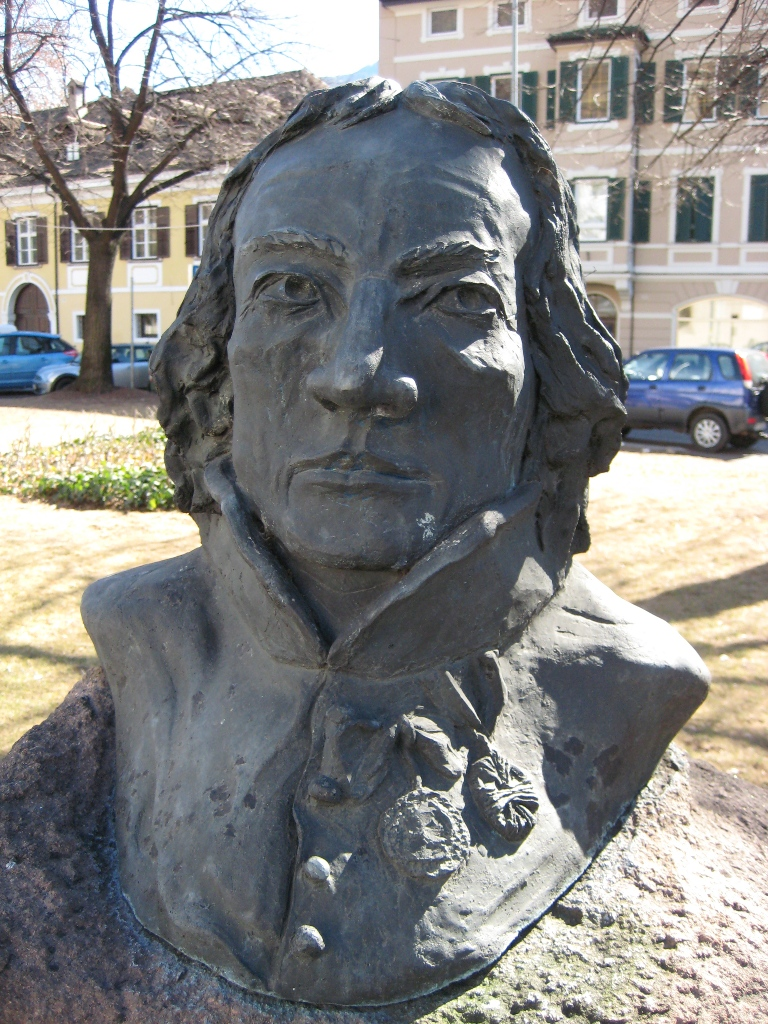
Buste au monument du major Josef Eisenstecken sur la Grieser Platz.

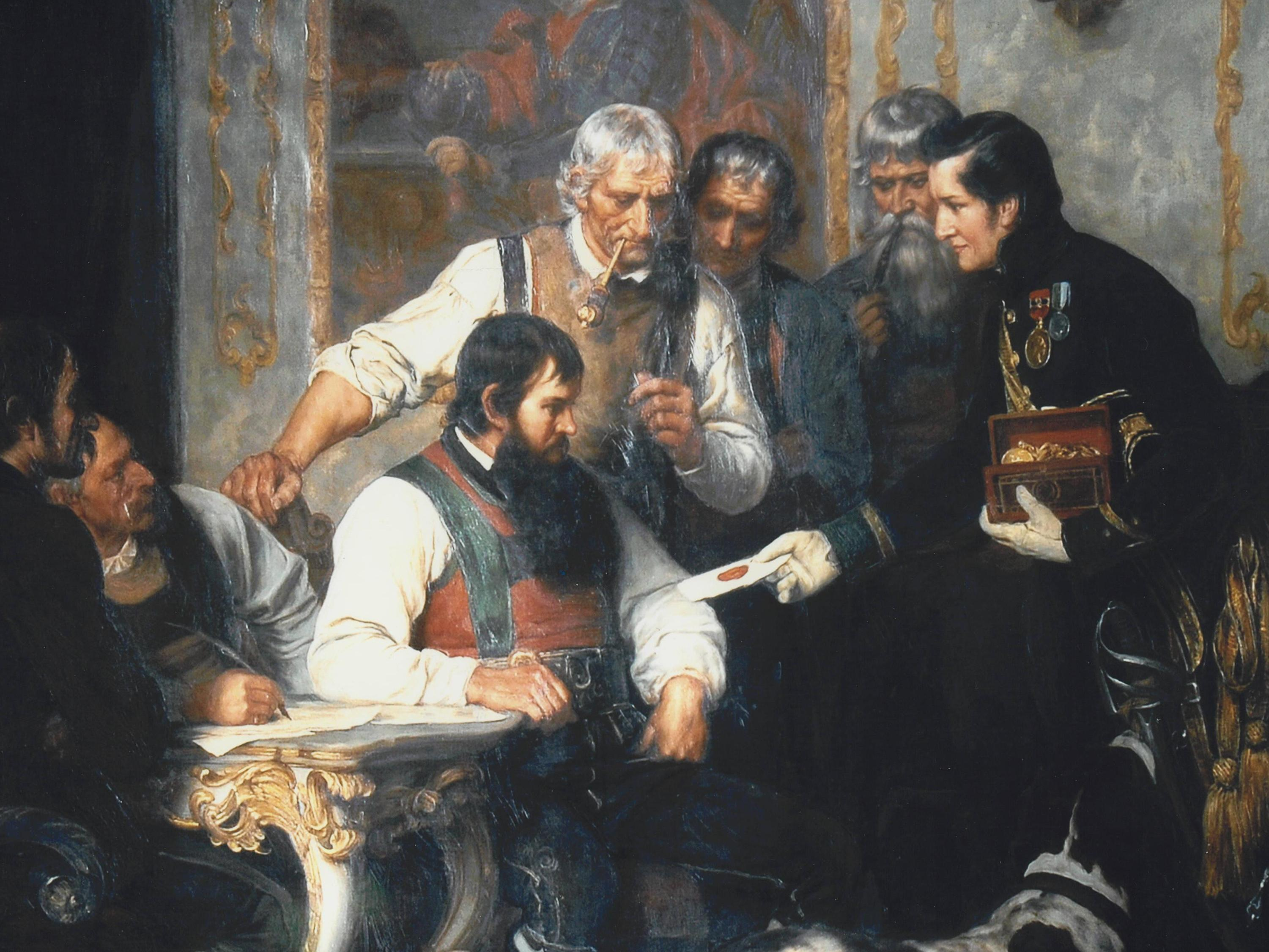
Le commandant Eisenstecken remet à Andreas Hofer la décoration impériale, une médaille d'or avec chaîne et 3000 ducats d'or, à la Hofburg. Copie d'après une peinture de Franz Defregger, Ferdinandeum Innsbruck.

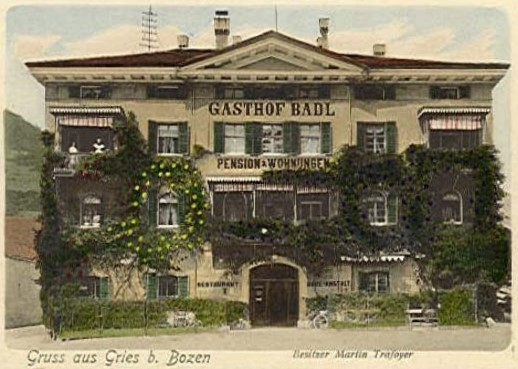
Le Gasthof Badlwirt à Gries-Bozen sur une carte postale datant d'environ 1900.

Josef Eisenstecken, né le 1er avril 1779 à Matrei am Brenner et mort le 1er mai 1827 à Gries bei Bozen, est un combattant de la liberté tyrolienne et Kaiserlich-königlich major.

## Biographie
Josef Eisenstecken est issu d'un milieu pauvre. Il grandit à Matrei jusqu'à ce que sa famille déménage à Gries, près de Bolzano, en 1790. Son père est tonnelier et y trouve facilement du travail. Josef est attiré très tôt par l'armée : à l'âge de dix-sept ans, il rejoint un régiment autrichien en tant que volontaire.
En 1802, il épouse la fille d'un propriétaire et reprend la même année l'auberge "Badl" à Gries avec sa femme. À partir de ce moment, on l'appele simplement "Badlwirt". 
En 1805, au cours des guerres napoléoniennes, le Tyrol passe de l'Autriche au nouveau royaume de Bavière. Josef Eisenstecken participe aux combats pour la liberté au Tyrol contre les Bavarois et leurs protecteurs français en 1809. Il est en première ligne et se montre particulièrement courageux et déterminé. Le commandant suprême du Tyrol, Andreas Hofer, entend lui aussi parler de ses actes et l'appele à ses côtés. Josef Eisenstecken contribue de manière significative à la victoire des fusiliers tyroliens lors de la deuxième Bataille de Berg Isel (25 et 29 mai 1809). 
Le jeune "Badlwirt" de Gries fait également ses preuves en tant que messager impérial. À l'automne 1809, l'empereur François Ier lui confie la tâche, aussi honorable que dangereuse, de faire passer secrètement une très grosse somme d'argent de Vienne au Tyrol afin de soutenir les rebelles tyroliens et d'apporter également à Andreas Hofer un cadeau d'honneur (une grande médaille d'or avec le buste de l'empereur sur une chaîne). Josef Eisenstecken accomplit cette tâche et amène bien tout cela à Innsbruck. Après le traité de Schönbrunn et l'amnistie générale proclamée par les français, Josef Eisenstecken dépose les armes. En 1810, il reçoit le grade de major de l'armée autrichienne pour ses services. En outre, il reçoit la médaille d'honneur civile "Honori" en or moyen et la croix de l'armée pour 1813/14 pour ses services, ces récompenses se trouvant également sur les représentations picturales connues de lui.
Après la guerre, Josef Eisenstecken rentre chez lui et est de nouveau propriétaire du Grieser "Badl". Il meurt à l'âge de quarante-huit ans le 1er mai 1827 et est inhumé dans l'ancien cimetière de Gries, où sa pierre tombale est encore conservée aujourd'hui.
En 1885, une plaque de marbre est placée à l'auberge de Badl avec le texte suivant :
« Erinnerung an den k.k. Major Josef Eisenstecken, Tiroler Landsturm-Commandant und Freiheitskämpfer in drei Feldzügen: 1797, 1809 und 1813, welcher dieses Haus als Eigenthum bis zu seinem Tode am 1. Mai 1827 bewohnte »
« En mémoire du k.k. Major Josef Eisenstecken, commandant de la Landsturm tyrolienne et combattant pour la liberté lors de trois campagnes : 1797, 1809 et 1813, qui a vécu dans cette maison comme sa propriété jusqu'à sa mort le 1er mai 1827 »
.
À l'automne 1934, l'auberge est démolie par l'administration municipale fasciste italienne, parce qu'elle veut créer une nouvelle place (IVe place de novembre). Le 20 février 1989, un monument est érigé en l'honneur de Josef Eisenstecken sur la Grieser Platz - un buste sur une pierre de porphyre, sur lequel est placée la plaque de marbre. La Gries Rifle Company est baptisée en l'honneur de Josef Eisenstecken.